# Henry Wood Elliott
Henry Wood Elliott (Cleveland, 13 de noviembre de 1846-25 de mayo de 1930) fue un pintor y naturalista estadounidense autor del primer tratado internacional de conservación natural  Hay-Elliott Fur Seal Treaty (1911).

## Biografía
Era hijo de Franklin y Sophia (nacida Hopkins), Elliott asistió a la West High School, y trabajó para el Instituto Smithsoniano (1862-1878) y el Servicio Geológico de los Estados Unidos (1869-1871).
En 1872 visitó Alaska para investigar las focas de las Islas Pribilof.
En 1886 publicó Our Arctic province: Alaska and the Seal islands.
Se casó con Aleksandra Melovidov el 10 de julio de 1872, y tuvieron diez hijos: Grace, Flora, Marsha, Frank, Ruth, Edith, Narene, Lionel, John y Louise. Elliott se retiró en Seattle. 